# 五條宮
五條宮（ごじょうぐう）は、大阪市天王寺区にある神社。旧社格は村社。橘氏の祖神である敏達天皇を祀る全国唯一の神社である。

## 歴史
推古天皇元年（593年）、四天王寺が建立された頃に建てられたとされている。当初は四天王寺に建てられた施薬院と療病院の鎮護として医道の祖神とされる五条大神と少彦名命を祀っていた。後に橘氏の祖である敏達天皇も祀り、名称を敏達天皇社と改めて東成郡五条村の鎮守となり、鬼門・火災除けの神としても信仰された。当地は敏達天皇が皇太子の時に居住した邸宅の跡という。
1872年（明治5年）、村社に列し、1915年（大正4年）6月、神饌幣帛料供進社に指定される。

## 祭神
- 主祭神 - 敏達天皇、五条大神、少彦名命

## 境内
- 本殿
- 拝殿
- 稲荷神社 - 祭神：乗光大明神、八王子大明神、福永大明神
- 七神合堂 - 祭神：猿田彦神社、市杵島神社、天満宮、天照皇大神宮、八幡大神宮、阿遅鉏高日子根神社、宇賀御魂神社。1975年（昭和50年）建立。
- 光明竜王祠
- 神木公孫樹 - 樹齢500年とされるイチョウの木。火除信仰の一つとして祀られている[1]。
- 社務所
- 神庫

## 現地情報
所在地
- 大阪市天王寺区真法院町24-9

交通アクセス
- 最寄駅：Osaka Metro谷町線四天王寺前夕陽ヶ丘駅下車後、東に徒歩約7分